# Kleist (családnév)
A Kleist régi német családnév.

## Híres Kleist nevű személyek
- Ewald von Kleist (diplomata) (1615–1689)
- Ewald Georg von Kleist (1700–1748), a leideni palack egyik feltalálója
- Ewald Christian von Kleist (1715–1759), porosz tábornok, költő
- Ewald Heinrich Erdmann Bogislaff von Kleist-Wendisch Tychow (1821–1892), földbirtokos
- Ewald Graf von Kleist-Wendisch Tychow (1882–1953), jogász, földbirtokos
- Paul Ludwig Ewald von Kleist (1881–1954), német tábornok
- Ewald von Kleist-Schmenzin (1890–1945), konzervatív politikus, Adolf Hitler-ellenes összeesküvő
- Ewald-Heinrich von Kleist-Schmenzin (1922–) Adolf Hitler-ellenes összeesküvő
- Franz Alexander von Kleist (1769–1797), író
- Friedrich Emil Ferdinand Heinrich von Kleist (1762–1823), porosz tábornok
- Friedrich Wilhelm von Kleist (1851–1936), jogász, német diplomata
- Friedrich Wilhelm Gottfried Arnd von Kleist (1724–1767), porosz tábornagy, a „zöld Kleist”
- Georg von Kleist (1854–1923), porosz tábornok
- Hans Hugo von Kleist-Retzow (1814–1892), Oberpräsident és konzervatív politikus
- Heinrich von Kleist (1777–1811) író
- Henning Alexander von Kleist (1676–1749), porosz tábornok
- Ruth von Kleist-Retzow, szül. Gräfin v.[1], (1867–1945)